# Шамбок

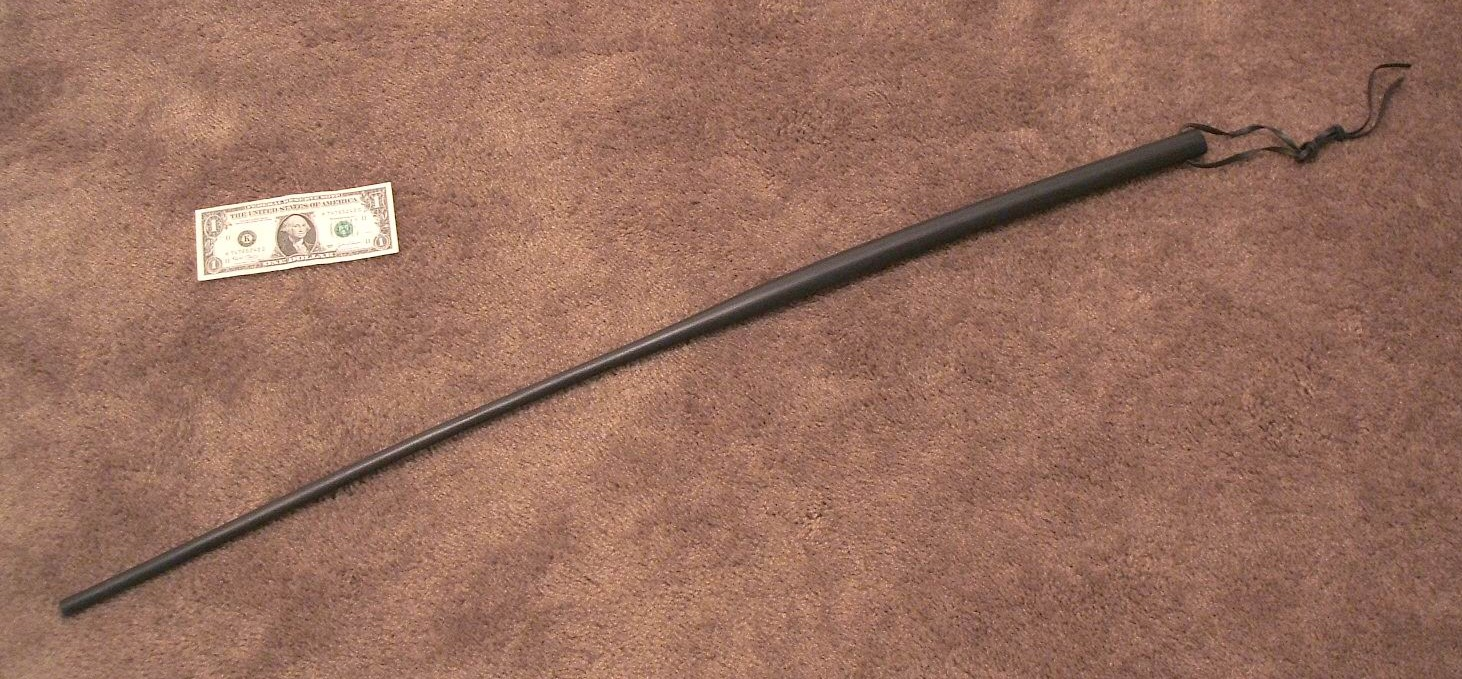
Штатный пластиковый шамбок полиции ЮАР (длиной 90 см)

Шамбо́к (африк. sjambok) — короткий кнут, распространенный в Южной Африке, в основном в ЮАР. Используется в различных целях, как для понукания скота, так и для самообороны. В прошлом применялся белыми поселенцами и как орудие наказания и усмирения чернокожих, поэтому в настоящее время нередко рассматривается как символ колониального угнетения британской колонией

## Название
Название «шамбок» пришло в язык африкаанс из португальского языка при контактах с португальскими колонистами в Мозамбике, куда в свою очередь попало из малайского языка (малайск. cambuk — кнут, произносится «чамбу́к» или «чамбо́к»)

## Устройство
В отличие от обычного кнута, состоящего из полосы кожи, прикреплённой к рукояти, шамбок состоит только из кожи (или иного гибкого упругого материала). Шамбок традиционного устройства обычно изготовляется из кожи бегемота, хотя в настоящее время такие шамбоки исключительно редки. Для изготовления шамбока берут цельную полосу кожи; сейчас обычной длиной шамбока считается метр-полтора, с равномерно уменьшающейся толщиной — от 2,5 см у начала до 9-10 мм у кончика. В процессе выделки шамбок прокатывается между металлическими пластинами для достижения округлой в сечении формы.
Французский писатель Луи Буссенар, много бывавший в Африке, в романе «Похитители бриллиантов» дал весьма точное описание этого орудия, а также процесса его изготовления:
Чамбок — бич, которым погоняют волов: это полоска кожи гиппопотама или носорога длиной в два метра, толщиной сантиметра в четыре у рукоятки и постепенно сужающаяся; чамбок предварительно хорошо просушивают, затем обрабатывают деревянной колотушкой, после чего он получает удивительную прочность и гибкость; средней силы удар, нанесённый быку, вырывает у него шерсть и оставляет след, который держится целый день.
В настоящее время в ЮАР шамбоки обычно изготовляются промышленным способом из полимерных материалов, например полипропилена. Пластиковые шамбоки в значительном ассортименте имеются в свободной продаже.

## Применение
Первоначально шамбок был типичным орудием скотоводов. Он использовался и при верховой езде для понукания лошадей. В качестве оружия самозащиты он находил применение против ядовитых змей, многочисленных в Южной Африке. Такие качества шамбока, как большой вес, гибкость, упругость и выгодная форма делали его грозным оружием даже против человека. Шамбок затем стал широко известен как орудие наказания чернокожих рабов и батраков. Сейчас шамбоки рекламируются производителями, в том числе и за пределами ЮАР, в первую очередь как прекрасное средство самообороны.
Силы охраны правопорядка ЮАР до сих пор оснащены шамбоками (пластиковыми), которые применяются аналогично резиновым дубинкам полиции других стран. В связи с тем, что южноафриканская полиция использовала шамбоки для подавления выступлений чёрного населения страны, шамбок стал одним из символов апартеида.

## В культуре
- В фильме «Что бы вы сделали…» шамбок используется как альтернатива ножу для колки льда.
- В романе «Похитители бриллиантов» шамбок (чамбок) используется как героями, так и их противниками.
- Happy Valley, британский телефильм 1987 года - в финале главную героиню порют шамбоком в качестве не обычного (ротанговой тростью), а сурового наказания